# Otélé
Otélé ist ein Dorf in Zentral-Kamerun. Sie liegt in der Zentralregion Kameruns (Region du Centre), Departement von Mefou und Akono, Kommune von Ngoumou.

## Transport
Otélé liegt an der Bahnstrecke der kamerunischen Eisenbahngesellschaft Camrail von Douala nach Ngaoundéré.